# Setge de Balaguer (1413)
El Setge de Balaguer de 1413 fou una de les batalles de la Revolta del comte d'Urgell

## Antecedents
El rei d'Aragó Martí l'Humà tenia una gran consideració per Jaume II d'Urgell a qui nomenà Lloctinent de Catalunya el 1407 i 1408. Coincidint amb el seu ascens a la corona comtal, i mort el seu fill Martí el Jove, el rei el nomenà procurador i governador general, cosa que s'interpretava com el reconeixement de la seva virtual condició d'hereu de la corona. Poc abans de la seva mort, el rei revocà el nomenament sota pressions de l'arquebisbe de Saragossa i la família Urrea, morint sense deixar nomenat successor.
El resultat del Compromís de Casp instal·là al tron al candidat Ferran d'Antequera en detriment de Jaume II d'Urgell. Tot i els drets preeminents d'en Jaume, aquest no havia sabut administrar les oportunitats polítiques que li havia facilitat el rei Martí. L'assassinat de l'arquebisbe de Saragossa per part d'Anton de Luna li fa perdre el suport del braç eclesiàstic dominat per Benet XIII i Vicent Ferrer qui jugaria al suport del candidat castellà. Com a noble, no va cultivar el favor de la noblesa i la burgesia barcelonina. Aquestes febleses i els suports i diners de Ferran acabaren decantant la balança en la conclusió del Compromís el 28 de juny de 1412.
Ferran I i els seus consellers tingueren un tracte de favor amb Jaume que es concretà en concessions territorials i econòmiques per a ell, la seva dona Isabel d'Aragó i de Fortià i la seva mare Margarida de Montferrat. Malgrat tot, la instigació d'aquesta que li insistia "Fill, o rei o no res" i d'alguns consellers i nobles fidels, com Anton de Luna, l'animaren a revoltar-se en maig de 1413 contra el rei amb el reduït suport de mercenaris anglesos i gascons, mentre es desenvolupaven a Barcelona les Corts de 1413. Els diputats, espantats per les notícies d'una revolta al camp i sense ganes de tornar a una situació d'incertesa política que ja havia durat dos anys, van fer pinya amb el nou rei reconegut per tothom. Ferran havia obtingut suport dels notables i les Corts abans d'iniciar la repressió armada. Aconsegueix també l'aval de Castella i França.
Després d'uns èxits inicials, el 27 de juny de 1413, Jaume fracassà davant Lleida. Posteriorment el seu exèrcit serà vençut a la batalla d'Alcolea de Cinca el 10 de juliol cosa que impossibilità reunir els exèrcits de l'Urgell i d'Aragó. va atacar Lleida i Osca. El rei Ferran s'acull a l'Usatge Princeps namque que li permetia aixecar un exèrcit a expenses dels seus súbdits.

## El setge
Jaume d'Urgell es tancà a Balaguer creient que era inexpugnable, amb les seves tropes comandades per Ramon Berenguer de Fluvià, tot esperant l'ajut anglès, i el mateix rei Ferran organitzà un setge el juliol de 1413, amb tropes de terra i sis bombardes de gran calibre i tres fonèvols. Simultàniament, Anton de Luna resta bloquejat al seu castell de Loarre.
Ferran d'Antequera va dirigir al Pla d'Almatà el pes de l'artillería des del 5 d'agost, malmetent el Castell Formós, l'església de Santa Maria i el convent de Santa Clara. El setge de Balaguer acaba amb la rendició del comte al rei el 31 d'octubre de 1413 davant de l'assalt imminent.

## Conseqüències
El castell de Loarre caigué a començaments de 1414, donant-se per sufocada la revolta.